# Дрегенешти
Драганешти (рум. Drăgănești) — село в Синжерейському районі Молдови.

## Відомі уродженці
- Тігіпко Сергій Леонідович — український політик.